# مايك برادي (مغني)
مايك برادي (بالإنجليزية: Mike Brady)‏ هو مغني وكاتب أغاني أسترالي، ولد في 28 فبراير 1948 في المملكة المتحدة.

## وصلات خارجية
- مايك برادي على موقع IMDb (الإنجليزية)
- مايك برادي على موقع ميوزك برينز (الإنجليزية)
- مايك برادي على موقع ديسكوغز (الإنجليزية)